# Politique étrangère du Japon

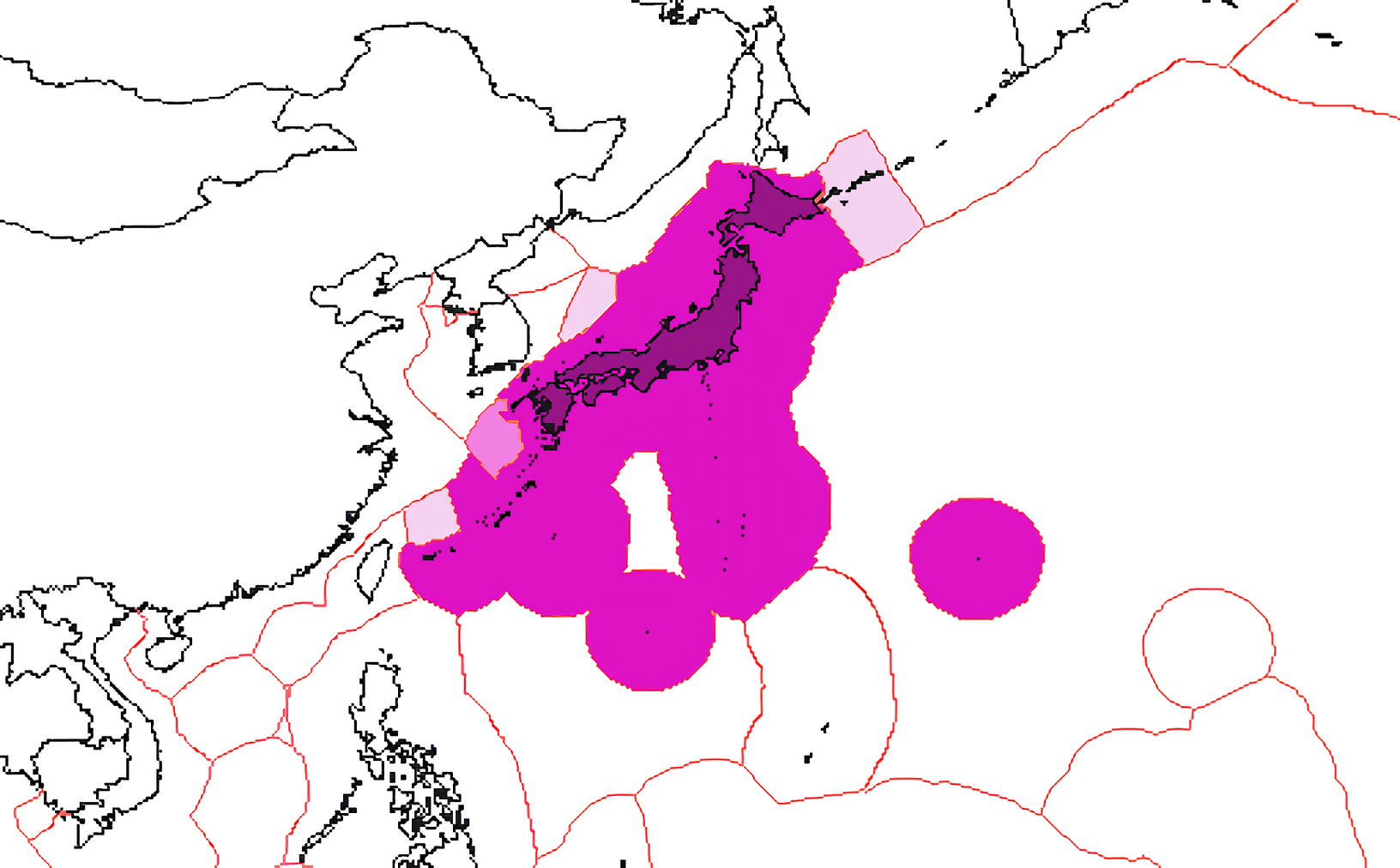
La ZEE du Japon :
ZEE du Japon.
Régime commun avec la Corée du Sud.
ZEE revendiqué par le Japon, disputé par d'autres.

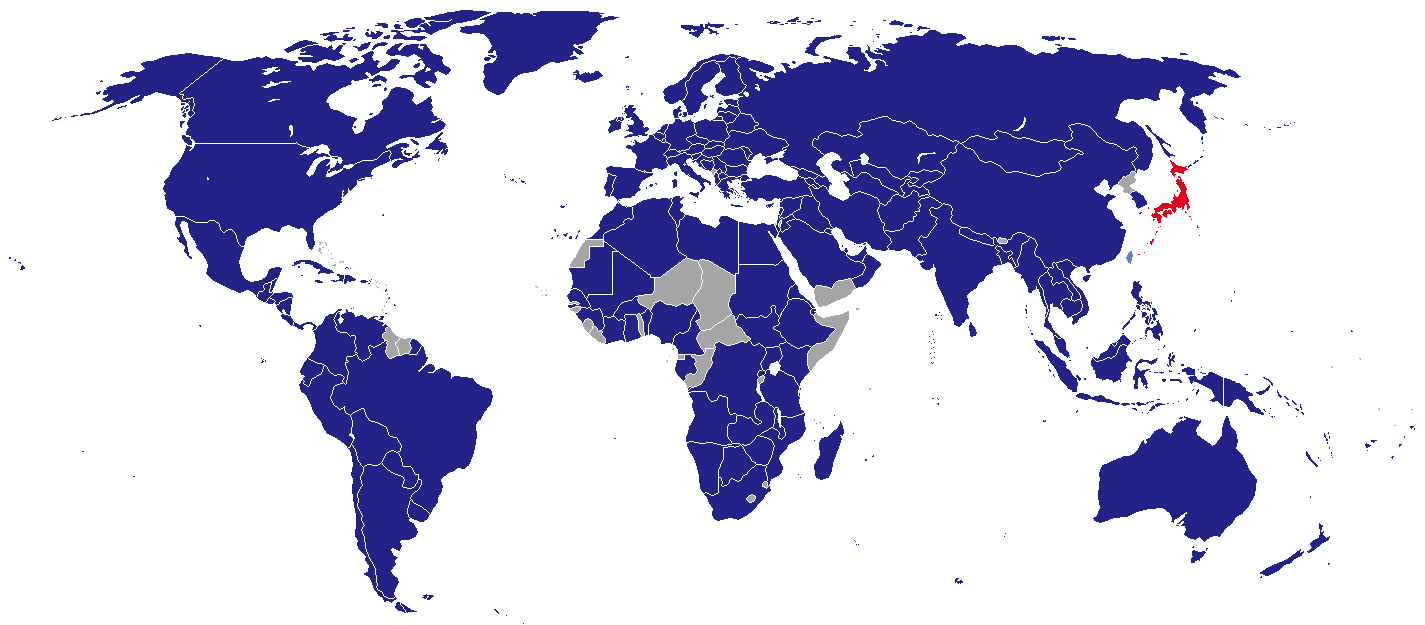
Représentations diplomatiques du Japon.

La politique étrangère du Japon, ou diplomatie japonaise, est la politique menée par le Japon vis-à-vis des autres pays en vue de favoriser ses intérêts géostratégiques, politiques, et économiques. Le pays est membre de l'Organisation des Nations unies depuis 1956 et participe au G4 regroupant les pays visant à obtenir un siège permanent au Conseil de sécurité des Nations unies. Il fait partie des principales puissances économiques et est membre de l'OMC depuis 1995 mais également du G7, du G20, de l'APEC, de l'ASEAN Plus Trois.
Son principal allié est les États-Unis avec qui il entretient d'étroites relations économiques et militaires.

## Histoire
Le Japon moderne a d'abord mené une politique d'isolement vis-à-vis des nations occidentales avant que celle-ci ne soit stoppée par l'attaque américaine menée en 1853 dans la baie d'Edo. Le Japon est contraint de signer la convention de Kanagawa et de s'ouvrir aux puissances coloniales de l'époque en autorisant leurs navires à se ravitailler dans certains ports de l'archipel puis à faire du commerce. En réaction, l'empereur Meiji lance en 1868 la restauration de Meiji qui vise à transformer le Japon en un pays moderne sur le modèle occidental. Ce mouvement est à l'origine d'un fort courant nationaliste et expansionniste qui va marquer les relations du Japon au sein de son environnement régional.

### Époque impérialiste du Japon de l'ère Meiji à la Seconde Guerre mondiale
Dès 1894, le Japon s'affirme comme une puissance moderne régionale ; des guerres de conquête se succèdent :
- 1894-1895 : victoire sur la Chine de la dynastie Qing (conquête de Formose et des îles Pescadores).
- 1904-1905 : victoire sur l'Empire russe (conquête du sud de Sakhaline et de possessions en Mandchourie, occupation de la Corée)
- 1910 : annexion de la Corée

Durant la Première Guerre mondiale, le Japon se positionne dans le camp des Alliés, ce qui lui permet de récupérer les possessions allemandes du Pacifique (îles Mariannes, îles Carolines, îles Marshall), ce qui sera confirmé lors de la conférence de paix de Paris en 1919. Le choix opéré par le Japon et sa position dans le camp victorieux lui permettent d'affirmer sa domination dans la zone Asie-Pacifique, au détriment notamment de la Chine (elle-même pour partie colonisée par les puissances occidentales et qui perd des territoires au profit du Japon) et avec le consentement des puissances coloniales traditionnelles,. Lors de cette période, le gouvernement japonais profite des troubles politiques internes en Chine pour étendre son influence ; des prêts sont alloués à l'armée de Duan Qirui afin de garantir les intérêts japonais au nord de la Chine et une série de demandes est imposée au gouvernement de la république de Chine sans contreparties.

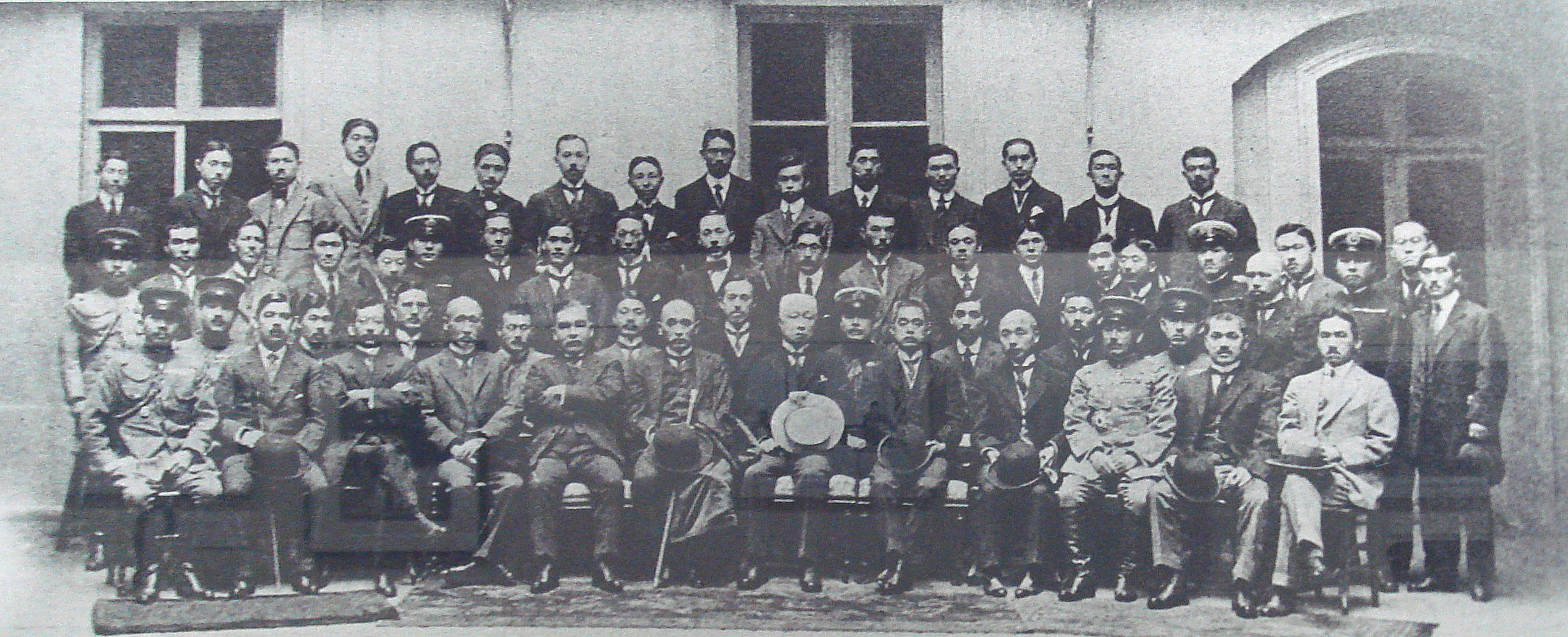
Délégation japonaise à la Conférence de paix de Paris 1919.

Après guerre, l'expansion militaire cesse provisoirement du fait de la prospérité économique des années vingt et du courant pacifiste international ; le Japon adopte alors une politique étrangère plus coopérative vis-à-vis des États-Unis et du Royaume-Uni. Son implication en Chine continentale est grandissante, mais s'oriente davantage vers une coopération dirigée par le Japon avec différents acteurs chinois.
En 1931, la conquête de la Mandchourie et la création d'un État vassal, le Mandchoukouo, ouvre sur la guerre sino-japonaise de 1937-1945 et en 1941 sur la conquête de l'Indochine française plus au sud.
La défaite de la Seconde Guerre mondiale met fin à l'Empire japonais et laisse de nombreux traumatismes : dans les pays libérés, marqués par la violence de l'occupation japonaise, et dans la population japonaise, avec entre autres les bombardements atomiques d'Hiroshima et Nagasaki et l'occupation américaine. Ces deux paramètres sont fondamentaux pour comprendre les orientations de la politique étrangère japonaise.

### La politique étrangère du Japon depuis la fin de la Seconde Guerre mondiale

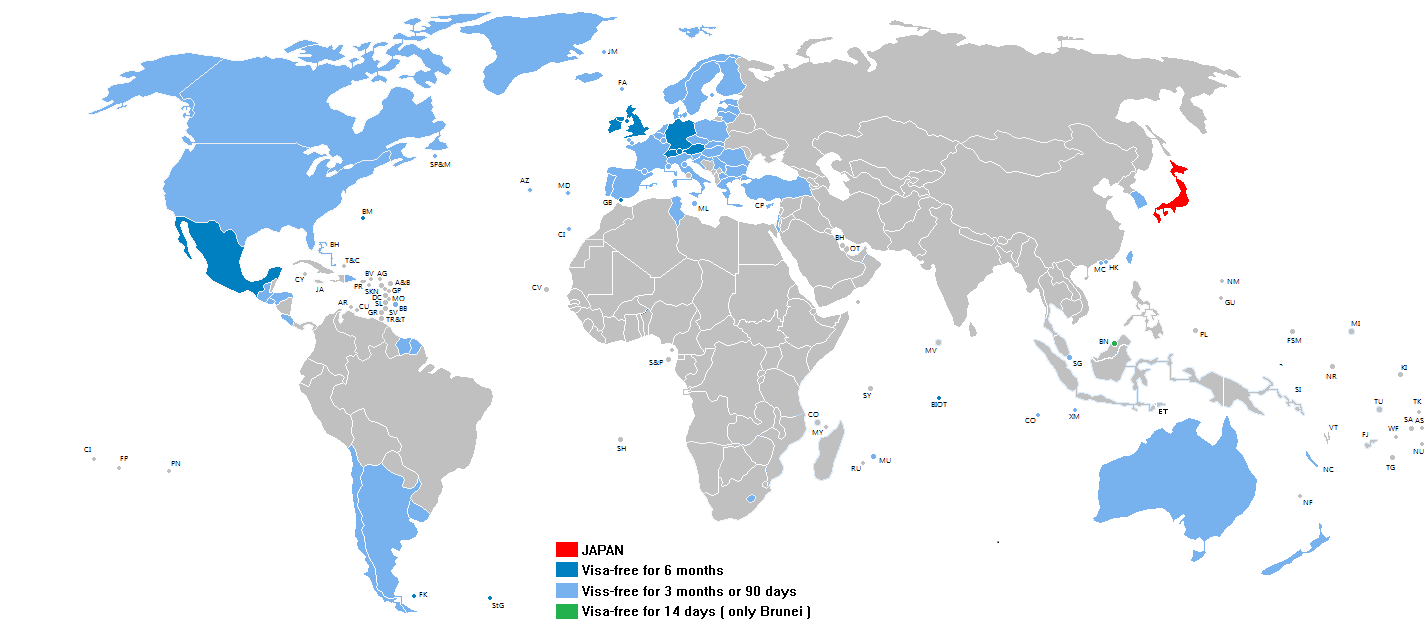
Exemption de visas pour les citoyens japonais dans le monde.

Le Japon est aujourd'hui régi par la constitution de 1946 qui lui a été imposée par les États-Unis. L'article 9 de cette constitution affirme que le Japon renonce « à jamais à la guerre en tant que droit souverain de la nation » et s'interdit d'entretenir des forces armées. Cette constitution pose quatre principes fondamentaux qui vont orienter le Japon dans ses relations internationales :
1. une posture exclusivement défensive ;
2. le refus de s'affirmer comme puissance militaire ;
3. les trois principes non-nucléaires (non-fabrication, non-possession et non-introduction d'armes atomiques sur le territoire national) ;
4. le contrôle civil de l'outil militaire.

En pratique, la protection du Japon est assurée par les forces armées des États-Unis, comme le précise le traité de San Francisco de 1951. La lutte contre le communisme conduit cependant à la création en 1954 des forces d'autodéfense et à la signature de plusieurs traités de sécurité collective. Ce n'est qu'en 2015 que la Chambre des conseillers a approuvé la réforme permettant aux forces armées autodéfense d'intervenir en dehors du Japon.
La seconde contrainte du Japon en matière de politique étrangère est le rejet de l'impérialisme et du passé colonial du Japon, ce qui se retrouve dans plusieurs conflits territoriaux :
- Les îles Senkaku, revendiquées par la Chine et Taïwan.
- L'île Takeshima sous souveraineté sud-coréenne et revendiquée par le Japon.
- Les îles Kouriles sous souveraineté russe et revendiquées par le Japon.

## Relations avec ses principaux partenaires et voisins

### États-Unis

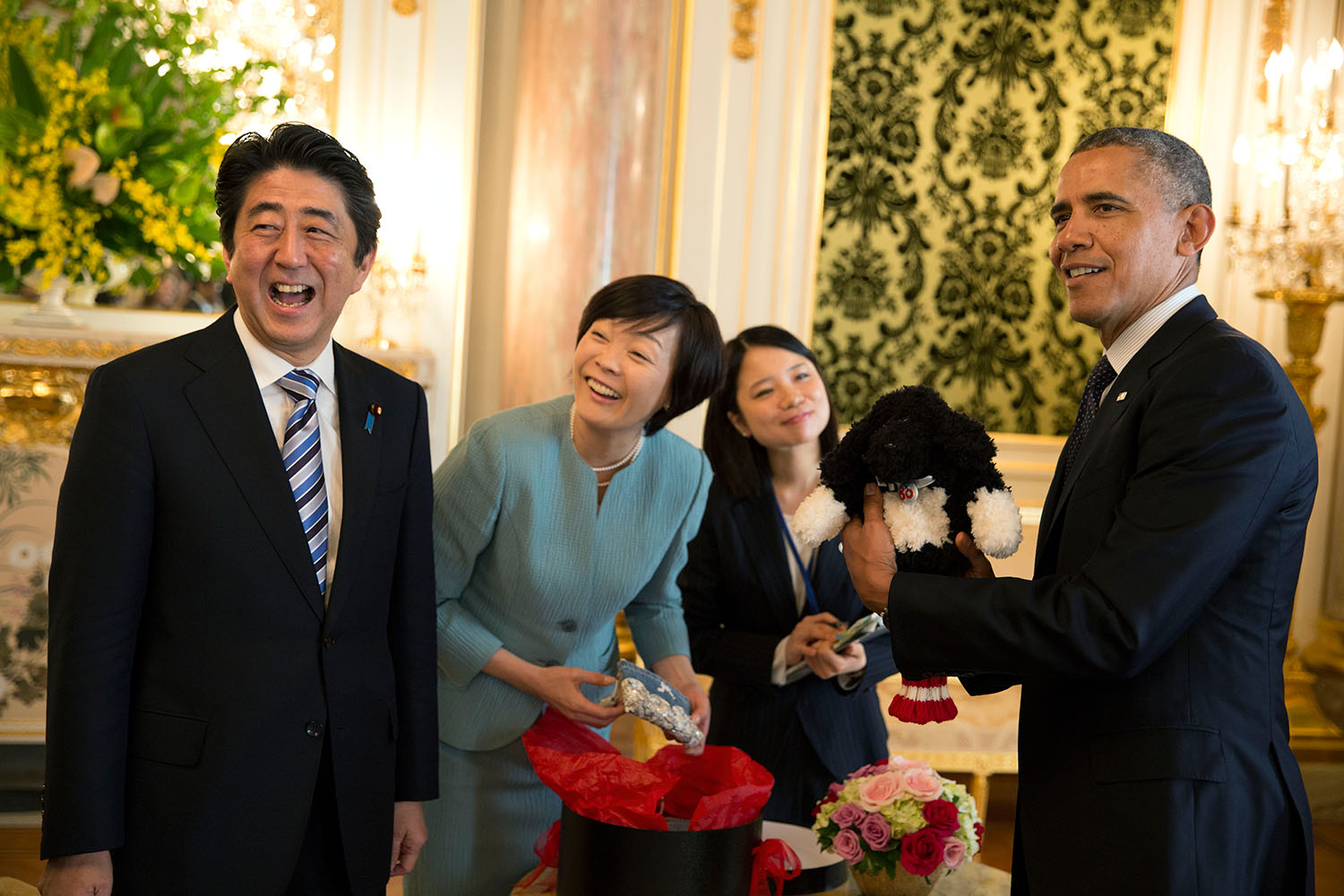
Shinzo Abe et Barack Obama en 2014.

Depuis la fin de la capitulation japonaise, les relations entre les États-Unis et le Japon se sont intensifiées ; d'abord dans un seul sens, avec l'occupation du pays, puis de manière réciproque ; plusieurs traités de coopération et de défense mutuelle sont signés (en 1951 et 1960), les forces armées américaines maintiennent une présence militaire importante dans différentes installations de l'archipel ; les échanges commerciaux ont régulièrement progressé,. 

### Australie
Le Japon et l'Australie ont signé un accord de coopération dans le domaine de la sécurité (Joint Declaration on Security Cooperation) en mars 2007. Cette relation s'approfondit avec la signature en 2014 d'un partenariat stratégique spécial (Special Strategic Partnership) et enfin, d'un pact de défense mutuel (Reciprocal Access Agreement, RAA) en janvier 2022. Cette alliance est principalement nouée pour lutter contre la Chine. Le RAA doit permettre une interaction plus facile entre les deux armées.

### République populaire de Chine
Le Japon a signé l'Accord de partenariat transpacifique après que la Chine l'a invité à intégrer l'ACFTA (la zone de libre-échange ASEAN plus trois avec la Chine) mise en place en 2010. Les deux pays aspirent à un leadership au sein de la zone Asie ; jusqu'en 2010, le Japon disposait de la meilleure marine d'Asie, bien que les traités qui ont fait suite à la Seconde Guerre mondiale ne lui permettent que de se défendre ; la marine chinoise l'a depuis dépassé.

### Corée du Sud

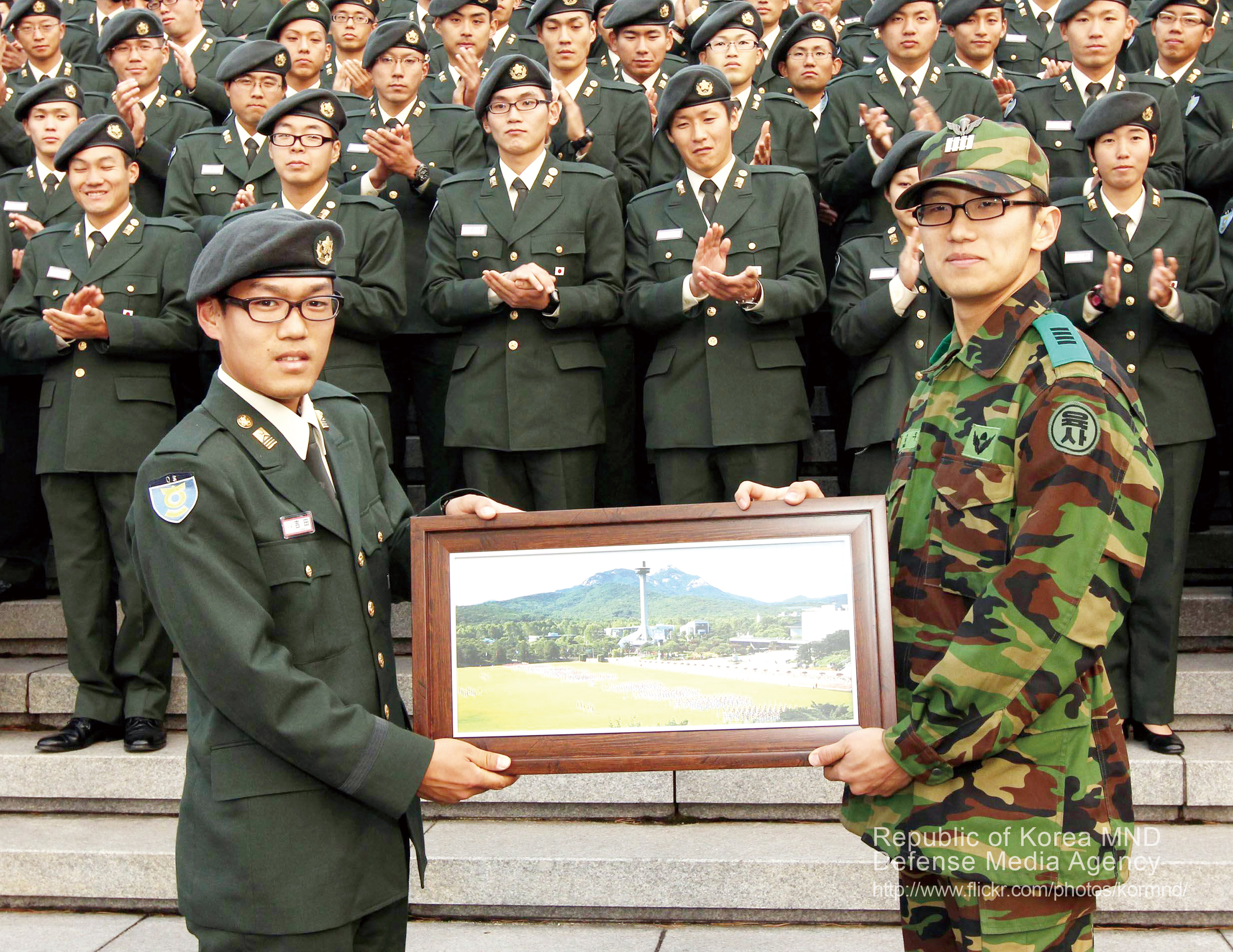
Échange de cadets entre le Japon et la Corée du Sud.

Le Japon a reconnu la Corée du Sud comme le gouvernement légitime de la péninsule coréenne tout entière en 1965 ; le traité de normalisation des relations entre le Japon et la Corée du Sud du 22 juin 1965 permit également de développer les relations économiques entre les deux pays et l'implantation d'entreprises japonaises en Corée du Sud.

### Corée du Nord
Le Japon est confronté à un différend avec la Corée du Nord sur l'enlèvement de citoyens japonais et sur ses armes nucléaires.

### Inde
Le Japon et l'Inde on signé un accord de coopération dans le domaine de la sécurité (Joint Declaration on Security Cooperation) en octobre 2008.

### Russie
Les relations entre les deux nations sont gênées principalement par un conflit à propos de la souveraineté des îles Kouriles, à la suite de leur reconquête par les Russes en août 1945. Il n'y a jamais eu de traité de paix entre l'Union soviétique et le Japon à la suite de la Seconde Guerre mondiale, et bien que le Japon ait renoncé à tous ses droits sur les îles Kouriles par le Traité de San Francisco en 1951, l'Union soviétique et la Chine ont refusé de signer ce traité nippo-américain mettant fin à la période d'occupation américaine et restaurant l'administration japonaise sur son territoire.
En février 2022, le Japon annonce une série de sanctions économiques contre la Russie, à la suite de l'invasion de l'Ukraine par la Russie. Le 21 mars 2022, la Russie annonce abandonner les négociations de paix avec le Japon, dénonçant la « position inamicale » du pays face aux sanctions prises.

### Union européenne
Les relations diplomatiques de l'Union européenne avec le Japon sont basées sur un plan d'action datant de 2001, des liens sont maintenus tout au long de l'année et des sommets ont lieu à échéance fixe, outre la politique étrangère, il y est également discuté des relations économiques et commerciales ainsi que des questions internationales et régionales.
Les récents échanges entre les responsables politiques japonais et européens portent sur la mise en place d'un accord de partenariat économique, accord que l'UE a mis en place avec plusieurs de ses partenaires d'Europe de l'Est et le Japon, avec ses voisins Est asiatiques.

### Taïwan
Les relations entre le Japon et Taïwan sont encadrées par le communiqué conjoint de 1972, repris dans le traité commun de 1978. Depuis lors, le Japon a maintenu des relations de travail non gouvernementales avec Taïwan puisque le Japon ne reconnaît pas la république de Chine, et emploie la dénomination neutre « Taïwan » à la place.

## Voir aussi

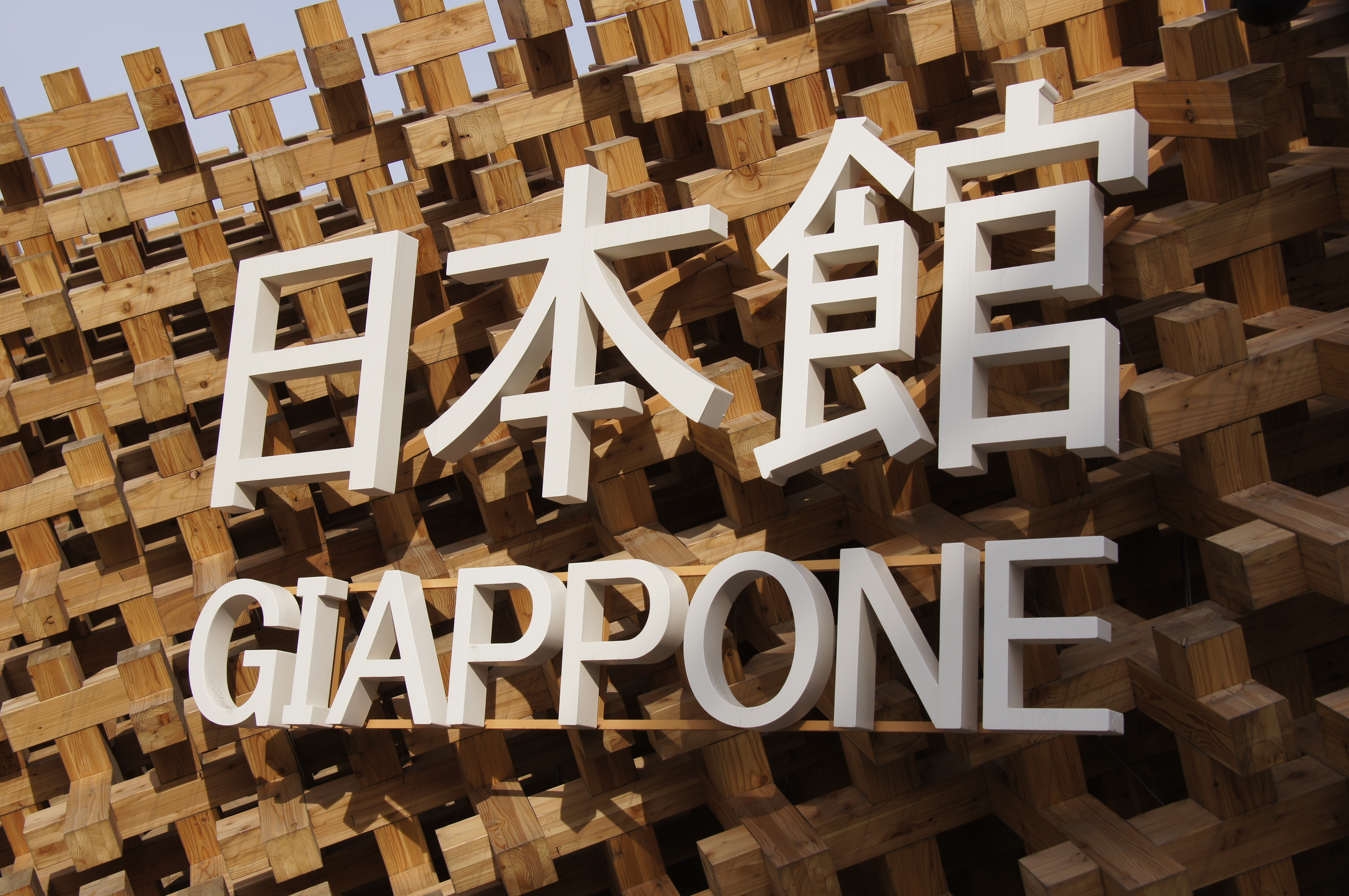
Pavillon du Japon lors de l'exposition universelle de Milan en 2015.